# Stazione di Saint-Pierre
La stazione di Saint-Pierre (in francese: gare de Saint-Pierre) è una fermata ferroviaria situata nel comune di Saint-Pierre, in Valle d'Aosta; l'impianto si trova lungo la linea Aosta - Pré Saint Didier, la cui gestione è affidata a Rete Ferroviaria Italiana. La stazione serve la località Bourg, storicamente maggiore centro abitato del comune, seppure questi non coincida con il capoluogo (frazione Tache).

## Storia
La fermata di Saint-Pierre venne aperta nel 1934 e formalmente attivata il 1º gennaio 1937.
Nel 1968, considerato il diminuito traffico merci, le FS decisero di sopprimere la trazione elettrica semplificando conseguentemente gli impianti di stazione.
L'ulteriore semplificazione degli impianti avvenuta fra il 1991 e il 1992 comportò la trasformazione in semplice fermata impresenziata.
La Regione Valle d'Aosta ha sospeso l'esercizio sulla linea da Aosta a partire dal 24 dicembre 2015.

## Caratteristiche e impianti
Il fabbricato viaggiatori è una costruzione in legno e pietraviva il cui stile, come quelli degli altri edifici posti lungo la linea, si rifà alla Cascina l'Ôla di Introd, riprendendone materiali e morfemi. Cessate le necessità di presenziarlo ai fini del movimento, lo stesso è adibito ad abitazione privata; l'obliteratrice e il pannello informativo si trovano sotto il tetto spiovente del medesimo fabbricato, che funge da pensilina.

## Movimento
Il servizio era costituito da treni regionali effettuati da Trenitalia nell'ambito del contratto di servizio stipulato con la Regione Valle d'Aosta.